# Eurotials
Els eurotials (Eurotiales) són un ordre de fongs ascomicots de la classe dels eurotiomicets (Eurotiomycetes), que són floridures verdes i blaves. Hi destaquen el gèneres Penicillium (del qual se n'extreu la penicil·lina) i Aspergillus (amb espècies patògenes pels humans).

## Taxonomia
L'ordre dels eurotials inclou cinc famílies:
- Família Aspergillaceae
- Família Elaphomycetaceae
- Família Penicillaginaceae
- Família Thermoascaceae
- Família Trichocomaceae